# Justin Shonga
Justin Shonga (sinh ngày 5 tháng 11 năm 1996 và qua đời ngày 30 tháng 6 năm 2024), là một cầu thủ bóng đá người Zambia hiện tại thi đấu ở vị trí tiền đạo cho đội bóng Nam Phi Orlando Pirates.

## Sự nghiệp câu lạc bộ
Shonga ký hợp đồng với đội bóng Nam Phi Orlando Pirates cuối năm 2017 từ Nkwazi F.C. ở Zambia.

## Thống kê sự nghiệp

### Câu lạc bộ
Tính đến 18 tháng 7 năm 2018
| Câu lạc bộ      | Mùa giải  | Giải vô địch     | Giải vô địch | Giải vô địch | Cúp quốc gia | Cúp quốc gia | Cúp liên đoàn | Cúp liên đoàn | Châu lục | Châu lục  | Khác    | Khác      | Tổng cộng | Tổng cộng |
| Câu lạc bộ      | Mùa giải  | Hạng đấu         | Số trận      | Bàn thắng    | Số trận      | Bàn thắng    | Số trận       | Bàn thắng     | Số trận  | Bàn thắng | Số trận | Bàn thắng | Số trận   | Bàn thắng |
| --------------- | --------- | ---------------- | ------------ | ------------ | ------------ | ------------ | ------------- | ------------- | -------- | --------- | ------- | --------- | --------- | --------- |
| Orlando Pirates | 2017–18   | ABSA Premiership | 19           | 4            | 2            | 0            | 2             | 0             | –        | –         | 0       | 0         | 23        | 4         |
| Tổng cộng       | Tổng cộng | Tổng cộng        | 19           | 4            | 2            | 0            | 2             | 0             | 0        | 0         | 0       | 0         | 23        | 4         |

Ghi chú
1. ↑  Số trận ở Nedbank Cup
2. ↑  Số trận ở Telkom Knockout

### Quốc tế
Tính đến các trận đấu diễn ra ngày 16 tháng 11 năm 2020.
| Đội tuyển quốc gia | Năm       | Số trận | Bàn thắng |
| ------------------ | --------- | ------- | --------- |
| Zambia             | 2017      | 12      | 6         |
| Zambia             | 2018      | 7       | 5         |
| Zambia             | 2019      | 6       | 2         |
| Zambia             | 2020      | 3       | 0         |
| Zambia             | 2021      | 1       | 0         |
| Tổng cộng          | Tổng cộng | 29      | 13        |

### Bàn thắng quốc tế
Tỉ số và kết quả liệt kê bàn thắng của Zambia trước.
| #   | Ngày                     | Địa điểm                                          | Đối thủ      | Tỉ số | Kết quả     | Giải đấu                                     |
| --- | ------------------------ | ------------------------------------------------- | ------------ | ----- | ----------- | -------------------------------------------- |
| 1.  | 5 tháng 7 năm 2017       | Sân vận động Moruleng, Saulspoort, Nam Phi        | Tanzania     | 2–1   | 4–2         | Cúp COSAFA 2017                              |
| 2.  | 5 tháng 7 năm 2017       | Sân vận động Moruleng, Saulspoort, Nam Phi        | Tanzania     | 4–1   | 4–2         | Cúp COSAFA 2017                              |
| 3.  | 22 tháng 7 năm 2017      | Sân vận động Anh hùng Quốc gia, Lusaka, Zambia    | Eswatini     | 1–0   | 3–0         | Vòng loại Giải vô địch bóng đá châu Phi 2018 |
| 4.  | 12 tháng 8 năm 2017      | Sân vận động Buffalo City, East London, Nam Phi   | Nam Phi      | 2–2   | 2–2         | Vòng loại Giải vô địch bóng đá châu Phi 2018 |
| 5.  | 19 tháng 8 năm 2017      | Sân vận động Levy Mwanawasa, Ndola, Zambia        | Nam Phi      | 1–0   | 2–0         | Vòng loại Giải vô địch bóng đá châu Phi 2018 |
| 6.  | 19 tháng 8 năm 2017      | Sân vận động Levy Mwanawasa, Ndola, Zambia        | Nam Phi      | 2–0   | 2–0         | Vòng loại Giải vô địch bóng đá châu Phi 2018 |
| 7.  | 21 tháng 3 năm 2018      | Sân vận động Levy Mwanawasa, Ndola, Zambia        | Nam Phi      | 1–1   | 2–2 (4–5 p) | Four Nations Tournament 2018                 |
| 8.  | 8 tháng 9 năm 2018       | Sân vận động Sam Nujoma, Windhoek, Namibia        | Namibia      | 1–1   | 3–1         | Vòng loại CAN 2019                           |
| 9.  | ngày 11 tháng 9 năm 2018 | Sân vận động Angondjé, Libreville, Gabon          | Gabon        | 1–0   | 1–0         | Giao hữu                                     |
| 10. | 10 tháng 10 năm 2018     | Sân vận động Levy Mwanawasa, Ndola, Zambia        | Guiné-Bissau | 2–0   | 2–1         | Vòng loại CAN 2019                           |
| 11. | 14 tháng 10 năm 2018     | Sân vận động 24 tháng 9, Bissau, Guiné-Bissau     | Guiné-Bissau | 1–0   | 1–2         | Vòng loại CAN 2019                           |
| 12. | 13 tháng 10 năm 2019     | Sân vận động Charles de Gaulle, Porto-Novo, Bénin | Bénin        | 1–0   | 2–2         | Giao hữu                                     |
| 13. | 13 tháng 10 năm 2019     | Sân vận động Charles de Gaulle, Porto-Novo, Bénin | Bénin        | 2–1   | 2–2         | Giao hữu                                     |